# Death Angel
Death Angel — американская трэш-метал-группа из города Конкорд, штат Калифорния, образованная в 1982 году.

## История

### Ранние годы (1982—1986)
Death Angel была образована в Сан-Франциско, Калифорния, в 1982 году кузенами Робом Кавестани (гитара), Деннисом Пепа (вокал, бас-гитара), Гасом Пепа (ритм-гитара) и Энди Гэлеоном (ударные). После рассмотрения ряда различных названий для группы, включая «Dark Fury», Кавестани и Деннис Пепа остановилась на названии Death Angel (Ангел Смерти). В 1983 году группа выпустила своё первое демо, Heavy Metal Insanity, с Мэттом Уоллесом, выступающим в качестве продюсера. По словам Марка Осегуэды, группа была похожа на такие метал-группы, как Iron Maiden, Tygers Of Pan Tang и все в таком духе.
Death Angel продолжали играть в клубах и в окрестностях Сан-Франциско почти 2 года. В 1986 году группа записала Kill As One демо с участником группы Metallica Кирком Хэмметом в качестве продюсера.

### The Ultra-Violence и Frolic Through The Park (1987—1989)
В 1987 году Death Angel выпустили свой первый студийный альбом The Ultra-Violence (в пер. с англ. — Ультра-насилие) с лейблом Enigma Records. Группа записала альбом, когда все члены группы были ещё моложе 20 лет, а барабанщику Энди Галеону было всего 14 лет. Альбом был продан в количестве 40.000 экземпляров всего за четыре месяца. Группа выпустила второй альбом Frolic Through The Park в 1988 году. Пока композицию «Bored» с этого альбома гоняли на MTV в Headbanger’s ball, группа совершила вылазку в Англию, где выступила на разогреве у Motörhead. Тем временем появление команды на телевидении вызвало интерес у мэйджоров, и вскоре коллектив получил контракт от Geffen Records. Сотрудничество с Geffen пошло музыкантам на пользу, и в 1990-м они выдали альбом Act III, признанный многими классикой трэша.
Сингл «Bored» был использован в фильме 1990 года Техасская резня бензопилой 3: Кожаное лицо.
К тому времени статус команды поднялся довольно высоко, и она выступала на таких площадках как The Warfield Theater в Сан-Франциско, The Ritz в Нью-Йорке и Hammersmith Odeon в Лондоне. Но особенный восторг Death Angel вызывали в Японии, где все концерты группы проходили с аншлагами.

### Распад
Когда музыканты ехали по аризонской пустыне, их гастрольный автобус перевернулся. Почти все получили травмы, но больше всех пострадал Энди Галеон. Для того, чтобы прийти в норму, ему потребовалось около двух лет. За это время ряды «ангелов» покинул Осегуеда, который перебрался в Нью-Йорк и на какой-то период завязал с музыкальным бизнесом. Оставшиеся члены команды образовали новый проект, The Organization. Под этой вывеской они записали пару альбомов. В 1995-м The Organization распались, и впоследствии музыканты встречались в разных других проектах: The Past (Роб, Энди, Деннис, Гас), Big Shrimp (Деннис, Энди), Smokestack (Роб, Энди), Silver circus (Марк), Swarm (Роб, Энди, Марк).

### Воссоединение (с 2001)
Все вместе бывшие коллеги собрались в 2001 году, когда принимали участие в благотворительном концерте «Thrash of the Titans», сбор от которого пошел на лечение от рака фронтмена Testament Чака Билли. После этого выступления Death Angel получили множество приглашений. С тех пор команда провела серию туров, весной 2004-го выпустила новый альбом.
Очередной альбом был выпущен 26 февраля 2008.
28 октября 2008 года группа объявила, что её основатель Деннис Пепа покинет состав. 10 января 2009 года к группе присоединился басист Сэмми Дьосдадо.

### Relentless Retribution
28 мая 2009 года Death Angel объявили об уходе основателя Энди Галеона, оставив гитариста Роба Кэвестани как единственного безотлучного члена в текущем строю. Он был заменен на туре Уиллом Кэрроллом.
Группа объявила, что новый альбом будет назван Relentless Retribution и будет выпущен 13 сентября 2010. Одна из песен альбома будет под названием River of Rapture и вероятно станет первым синглом альбома.
Relentless Retribution был выпущен 3 сентября 2010 года в Европе.

## Состав
Группа имела многочисленные изменения в составе; гитарист Роб Кавестани является единственным постоянным членом.
| Дата и релизы | Члены группы |
| ------------- | --- |
| (1982—1984)   | Роб Кавестани — гитара, вокал, Гас Пепа — гитара, Деннис Пепа — бас-гитара, бэк-вокал, Энди Гэлион — барабаны                                         |
| (1984—1991)   | Марк Осегуеда — вокал, Роб Кавестани — гитара, бэк-вокал, Гас Пепа — гитара, Деннис Пепа — бас-гитара, бэк-вокал, Энди Гэлион — барабаны              |
| (1991)        | Марк Осегуеда — вокал, Роб Кавестани — гитара, бэк-вокал, Гас Пепа — гитара, Деннис Пепа — бас-гитара, бэк-вокал, Крис Контос — барабаны              |
| (1991—2001)   | Распад |
| (2001—2008)   | Марк Осегуеда — вокал, Тэд Агилар — гитара, бэк-вокал, Роб Кавестани — гитара, бэк-вокал, Деннис Пепа — бас-гитара, бэк-вокал, Энди Гэлион — барабаны |
| (2008—2009)   | Марк Осегуеда — вокал, Тэд Агилар — гитара, бэк-вокал, Роб Кавестани — гитара, бэк-вокал, Энди Гэлион — барабаны                                      |
| (2009)        | Марк Осегуеда — вокал, Роб Кавестани — гитара, бэк-вокал, Тэд Агилар — гитара, Сэмми Дьосдадо — бас-гитара, бэк-вокал, Энди Гэлион — барабаны         |
| (2009-)       | Марк Осегуеда — вокал, Роб Кавестани — гитара, бэк-вокал, Тэд Агилар — гитара, Дэмьен Сиссом — бас-гитара, Уилл Кэрролл — барабаны                    |

## Дискография

### Альбомы
| Год  | Альбомы                   |
| ---- | ------------------------- |
| 1987 | The Ultra-Violence        |
| 1988 | Frolic Through the Park   |
| 1990 | Act III                   |
| 2004 | The Art of Dying          |
| 2008 | Killing Season            |
| 2010 | Relentless Retribution    |
| 2013 | The Dream Calls for Blood |
| 2016 | The Evil Divide           |
| 2019 | Humanicide                |

### Демоальбомы
| Год  | Демоальбомы          |
| ---- | -------------------- |
| 1983 | Heavy Metal Insanity |
| 1985 | Kill as One          |

### Синглы
| Год  | Название                 | Альбом                  |
| ---- | ------------------------ | ----------------------- |
| 1988 | «Bored»                  | Frolic through the Park |
| 1990 | «Seemingly Endless Time» | Act III                 |
| 1990 | «A Room with a View»     | Act III                 |
| 2004 | «Thrown to the Wolves»   | The Art of Dying        |
| 2008 | «Dethroned»              | Killing Season          |
| 2008 | «Sonic Beatdown»         | Killing Season          |
| 2010 | «Truce»                  | Relentless Retribution  |

### Видеоклипы
| Год  | Название                  |
| ---- | ------------------------- |
| 1987 | «Voracious Souls»         |
| 1988 | «Bored»                   |
| 1990 | «Seemingly Endless Time»  |
| 1990 | «A Room with a View»      |
| 2004 | Thicker Than Blood        |
| 2008 | «Dethroned»               |
| 2010 | «Truce»                   |
| 2011 | «River of Rapture»        |
| 2013 | Left For Dead             |
| 2014 | The Dream Calls For Blood |